# Капитуляция Италии
Капитуляция Италии во время Второй мировой войны произошла после заключения между правительством Королевства Италия и силами западных союзников соглашения о перемирии 3 сентября 1943 года. О нём было публично объявлено 8 сентября 1943 года. В Италии оно называется также «Перемирием Кассибиле» (по названию населённого пункта, в котором оно было подписано) или «Перемирием 8 сентября».

## Предыстория
После поражения войск стран Оси в Северной Африке Союзники провели бомбардировку Рима в субботу, 16 мая 1943 года, высадились на Сицилии 10 июля, а на юге самой Италии — 3 сентября 1943 года.
Весной 1943 года, будучи озабоченным бедственным положением итальянских вооружённых сил на фронтах, итальянский диктатор Бенито Муссолини снял с постов в итальянском правительстве нескольких человек, которые, на его взгляд, были более верны итальянскому королю Виктору Эммануилу III, нежели фашистскому режиму. Эти действия Муссолини были, по сути, враждебными актами по отношению к королю, который всё сильнее критиковал негативные последствия для Италии от войны.
Чтобы осуществить свой план по свержению Муссолини, король попросил помощи у Дино Гранди. Гранди был одним из главных членов фашистской партии и в молодые годы считался единственной возможной альтернативой Муссолини в качестве лидера партии. Король также предполагал, что за это время взгляды Гранди на фашизм могли кардинально поменяться. Королём рассматривались (пусть и довольно расплывчато) различные кандидатуры, в том числе маршала Пьетро Бадольо, которые могли бы быть заменой Муссолини на посту диктатора.
В заговор позже вступили Джузеппе Боттаи, другой видный член фашистской партии и министр культуры, а также Галеаццо Чиано, второй человек в партии после Муссолини и его зять. Заговорщики затем передали секретное послание Большому фашистскому совету, которое содержало предложение о возвращении прямого контроля за политикой страны к монарху. После заседания совета, состоявшегося 24-25 июля 1943 года, где этот план был принят большинством голосов, Муссолини был вызван во дворец к королю для беседы, где ему было объявлено, что он снят с должности премьер-министра. Покидая дворец, вечером 25 июля Муссолини был арестован карабинерами, которые доставили его в заключение на остров Понца. На посту премьер-министра Муссолини заменил Бадольо. Это не согласовывалось с тем, что было обещано Гранди, которому сказали, что другой генерал, с более высокими личными и профессиональными качествами (Энрико Кавилья), займёт место Муссолини.
Первоначально назначение Бадольо не меняло положение Италии в войне и не отменяло её союз с Германией. Однако на деле это был очередной шаг савойской монархии к заключению мирного договора с Союзниками. Многие каналы, по сути, «зондировались» с целью поиска условий возможного заключения перемирия. Между тем Адольф Гитлер послал несколько военных подразделений на юг от Альп — официально для защиты Италии от союзных десантов, но на деле — для оккупации страны.

## Перед подписанием
Три итальянских генерала (в том числе Джузеппе Кастеллано) были порознь направлены в Лиссабон, чтобы установить связь с дипломатами Союзников. Однако до начала переговоров союзные дипломаты должны были решить вопрос о том, кто из посланников был самым авторитетным: три генерала в скором времени на самом деле начали спор о том, кто из них обладал наибольшим авторитетом. В конце концов союзными дипломатами для разговора был принят Кастеллано, и именно с ним обсуждались условия капитуляции Италии. Среди представителей Союзников были британский посол в Лиссабоне Рональд Кэмпбелл и двое генералов, посланных Дуайтом Эйзенхауэром: американец Уолтер Беделл Смит и британец Кеннет Стронг.
Первоначально Союзников совсем не обрадовало предложение Италии о капитуляции. Военная кампания против сил Оси, казалось, стремительно набирала силу, и поражение Италии на поле боя рассматривалось лишь как вопрос времени. Сдача слабого союзника Германии, безусловно, ускорила бы достижение этой цели, однако также сократило бы потенциальные выгоды от полного «настоящего» завоевания Италии.
В конечном счёте дальнейшее изучение своих возможностей в Италии после окончания войны заставило Союзников серьёзно обсуждать этот вопрос. В частности, Соединённые Штаты хотели избежать возможной оккупации Италии войсками Великобритании после войны, так как это дало бы британцам абсолютный контроль над стратегически важной частью Средиземноморья (в том числе контроль над нефтяными торговыми путями).
26 августа западные союзники уведомили руководство СССР о прошедших переговорах и условиях капитуляции. Однако его представители приглашены не были. Правительство СССР наделило полномочиями подписания капитуляции от его имени Д. Эйзенхауэра. По этому поводу известный английский историк Б. Лиддел Гарт писал: «По сути дела русские были практически отстранены от всякого участия в подготовке капитуляции Италии».
27 августа Кастеллано вернулся в Италию.
29 августа Бадольо встретился с королём Виктором Эммануилом III, в надежде, что тот примет решение о перемирии, однако ничего не добился.
30 августа Коронный совет постановил принять условия США и Великобритании. На следующий день Кастеллано на самолёте вылетел на Сицилию, где встретился с У. Б. Смитом и К. Стронгом. Кастеллано передал им просьбу Бадольо о высадке 15 дивизий союзников южнее Рима, на что Смит ответил, что будь у него такое число дивизий, он не нуждался бы в перемирии и обошёлся бы без него. Стронг потребовал от итальянцев конкретного ответа: «да» или «нет» без обсуждения каких-либо условий. Кастеллано попросил перерыв на три дня для консультаций. Союзники согласились на отсрочку до полуночи 1 сентября. Кастеллано вернулся в Рим.
Чтобы облегчить контакты между Союзниками и правительством Италии, захваченный итальянцами агент британского УСО Дик Мэллаби был освобождён из тюрьмы в Вероне и тайно направлен в Квиринале. Было крайне важно, чтобы немцы оставались в неведении относительно любых попыток Италии капитулировать, и использование агента Управления специальных операций казалось наиболее безопасным способом сохранить секретность в данных обстоятельствах.

## Условия
Бадольо по-прежнему считал возможным получить выгодные условия мира в обмен на капитуляцию. Он приказал Кастеллано настаивать на том, что капитуляция Италии в любой форме возможна только при условии высадки Союзников на Апеннинском полуострове (в то время Союзники контролировали только Сицилию и мелкие прилегающие острова).
31 августа 1943 года генерал Кастеллано прибыл в Термини-Имерезе на Сицилии на самолёте, а впоследствии приехал в Кассибле, небольшой городок рядом с Сиракузами. Вскоре стало очевидно, что две стороны заняли в переговорах позиции, довольно далеко отстоящие друг от друга. Кастеллано настаивал на внимании к довольно очевидному и важному вопросу, что территория Италии должна быть защищена Союзниками от вторжения вермахта, которое станет неизбежной реакцией на подписание Италией капитуляции. В ответ он получил лишь туманные обещания, включая обещание высадить в Риме парашютную дивизию. Более того, эти действия должны были проводиться одновременно с подписанием капитуляции, а не предшествовать ему, как того хотели итальянцы.
На следующий день Кастеллано был принят Бадольо и его окружением. Министр иностранных дел барон Рафаэле Гуарилья заявил, что условия Союзников должны быть приняты. Другие генералы отметили, однако, что сил армейского корпуса, развёрнутого в окрестностях Рима, недостаточно для защиты города из-за нехватки топлива и боеприпасов, вследствие чего подписание перемирия следует отложить. Бадольо никак не проявил себя на собрании. Во второй половине дня он предстал перед королём с докладом, и король решил принять условия перемирия.

## Подписание
Подтверждение о согласии Италии капитулировать было направлено Союзникам телеграммой. Это сообщение, однако, было перехвачено германскими вооружёнными силами, которые давно начали подозревать, что Италия ищет пути для заключения сепаратного мира. Немцы связались с Бадольо, который неоднократно подтверждал непоколебимую верность Италии своим немецким союзникам. Его очередные заверения вызвали у немцев сомнения, и вермахт начал разрабатывать план операции (операция «Ось») по оккупации итальянской территории, как только итальянское правительство капитулирует перед Союзниками.
2 сентября 1943 года Кастеллано вновь отправился в Кассибле с целью подтверждения принятия Италией условий Союзников. У него не было на это письменного разрешения главы правительства Италии Бадольо, который хотел как можно в большей степени «отмежеваться» от предстоящего поражения своей страны.
Церемония подписания началась в 02:00 вечера 3 сентября. Кастеллано и Беделл Смит подписали документ от имён соответственно Бадольо и Эйзенхауэра. Очередной налёт бомбардировщиков на Рим, в котором участвовало 500 самолётов, был остановлен в последний момент: эта остановка была предпринята Эйзенхауэром для ускорения процедуры подписания перемирия. Гарольд Макмиллан, в то время представитель британцев в штабе Союзников, сообщил Уинстону Черчиллю, что перемирие было подписано «без поправок любого рода».

## После подписания
Только после подписания перемирия Кастеллано получил информацию о дополнительных условиях, которые были сообщены генералом Кэмпбеллом другому итальянскому генералу, Занусси, также с 31 августа находившемуся в Кассибле. Занусси по непонятным причинам не проинформировал Кастеллано о них. Беделл Смит, тем не менее, пояснил Кастеллано, что эти дополнительные условия имели бы силу лишь в том случае, если бы Италия не вступила вместе с Союзниками в войну против Германии.
Во второй половине дня в этот же день Бадольо провёл совещание с итальянскими министрами армии, ВМФ и ВВС, а также с представителями короля. Тем не менее, он ни словом не обмолвился о подписании перемирия и говорил только о переговорах, которые, по его словам, велись.
День вступления перемирия в силу был связан с планировавшейся высадкой десанта Союзников в центральной Италии, и поэтому точная дата была оставлена на их усмотрение. Кастеллано, тем не менее, понимал, что этой датой будет 12 сентября, поэтому Бадольо начал переброску войск к Риму.
7 сентября небольшая делегация Союзников достигла Рима и сообщила Бадольо, что следующий день станет днём вступления в силу перемирия. Они также проинформировали его о готовящейся высадке американских десантников в аэропортах около города. Бадольо сообщил этой делегации, что его армия не готова поддержать эту высадку и что большинство аэропортов в этом районе контролируется немецкими войсками, в связи с чем он попросил отсрочить вступление перемирия в силу на несколько дней. Когда генерал Эйзенхауэр узнал об этом, высадка американских десантников в Риме была отменена, однако день вступления в силу перемирия оставлен тем же, поскольку другие войска на кораблях уже находились в пути к южной Италии для высадки в других местах.
Когда перемирие было объявлено по радио Союзников во второй половине дня 8 сентября 1943 года, большая часть итальянской армии не была проинформирована об этом, а следовательно — не было отдано никаких приказов относительно удержания линии фронта перед лицом германских вооружённых сил. Некоторые итальянские дивизии, которые должны были защищать Рим, ещё находились в пути с юга Франции. Король вместе с семьёй и Бадольо бежали из столицы в ночь на 9 сентября, найдя убежище в городе Бриндизи на юге страны. Первоначальным их намерением было отправить генеральный штаб из Рима вместе с королём и премьером, но только несколько штабных офицеров достигли Бриндизи. В то же время итальянская армия, лишённая приказов, коллапсировала и вскоре была разоружена, тогда как некоторые небольшие подразделения решили сохранить верность союзу с Германией. Поэтому немецкие оккупационные войска, вступившие в Италию между 8 и 12 сентября, не встречали серьёзного организованного сопротивления, и почти все территории Италии в итоге были ими оккупированы и не оказались под контролем Союзников, за исключением Сардинии и части Апулии. В Риме итальянский губернатор при поддержке подразделения итальянской пехоты правил городом до 23 сентября, но фактически город был под контролем Германии с 11 сентября.
3 сентября британские и канадские войска под командованием Б. Л. Монтгомери начали высадку в самой южной оконечности Калабрии. На следующий день после объявления вступления перемирия в силу, 9 сентября, Союзники также высадились в Салерно и Таранто, но не смогли в полной мере воспользоваться «плодами» перемирия с Италией и были быстро остановлены германскими войсками. Союзным силам потребовалось двадцать месяцев на то, чтобы достичь северной границы Италии.
Некоторые части итальянских войск отходят на юг Италии, в Бриндизи, где 13 октября 1943 года Италия объявила войну нацистской Германии.

### Итальянская армия
Итальянская армия состояла из Первой моторизованной группы, моторизованных дивизий Леньяно и Мессина, Итальянского корпуса освобождения, а также парашютной дивизии Нембо. Первая итальянская армия состояла из шести дивизий, названных боевыми группами: Леньяно, Кремона, Фриули, Мантуя, Пичено, Фольгоре, воевала против немцев в сражении при Монтелонго в декабре 1943 года, в сражениях при Монтекассиано и Филоттрано в январе-июле 1944 года, а затем в боях на Готской линии в Северной Италии в 1944—1945 гг. Другие итальянские войска, базировавшиеся в оккупационных зонах Италии в северной Греции, в основном итальянская моторизованная дивизия Пинероло, ушли в горы, где вместе с греческими коммунистическими партизанами боролись против немцев. В Югославии части Второй итальянской армии отступили в горы Далмации, где воевали вместе с югославскими партизанами Тито против немецких войск в 1943—1945 гг. В Албании 9-й итальянской армии также удалось стянуть в горы итальянские подразделения Арецо и Флоренция, где они были объединены в батальон Грамши. Там они боролись вместе с албанскими партизанами против немцев до 1944 года. Все остальные части итальянских войск в Центральной и Южной Греции, а также на греческих островах были в состоянии сражаться в течение нескольких недель после перемирия, но, не получив реальной поддержки сил Союзников, почти все они были разоружены немцами к концу сентября 1943 года. Только на островах Лерос и Самос при поддержке британских войск сопротивление продолжалось до ноября 1943 года, а на Корсике итальянские войска, поддержанные французскими частями, вынудили германские войска покинуть остров.

### Итальянский флот
Хотя сухопутная армия и ВВС Италии практически развалились после подписания перемирия, у Италии оставался военно-морской флот из в общей сложности 206 кораблей, в том числе линкоры «Рома», «Витторио Венето» и «Италия». Существовала опасность того, что некоторые из этих кораблей могли сопротивляться, быть затоплены или, что беспокоило Союзников больше всего, попасть под контроль немцев. Перемирие застало большую часть этих кораблей на западном побережье страны, в основном расположенными в Ла-Специи и Генуе и готовящимися идти в Северную Африку (от Корсики и Сардинии), а также в Таренте (на юге Италии), готовыми отойти к Мальте.
В 02:30 утра 9 сентября три линейных корабля — «Рома», «Витторио-Венето» и «Италия» — вышли из Ла-Специи в сопровождении трёх крейсеров и восьми миноносцев. Когда немецкие войска заняли город, были арестованы и расстреляны капитаны нескольких итальянских кораблей, которые не имели возможности отвести свои корабли и потому затопили их. В тот же день корабли, следуя без прикрытия с воздуха, подверглись у берегов Сардинии нападению немецких бомбардировщиков. Несколько кораблей получили серьёзные повреждения, а «Рома» был потоплен. Из 1849 членов экипажа удалось спасти только 596. Большинство из оставшихся кораблей благополучно добрались до Северной Африки. Также, в отличие от сухопутных войск и ВВС, в ВМФ Италии было очень много случаев перехода на сторону немцев, как целых кораблей так и катеров, которых двойственная ситуация переворота и перемирия застала на юге страны.

### Русскоязычная
- Виноградов А. Н. «…Мы не сможем стереть Россию с лица Земли». // Военно-исторический журнал. — 2002. — № 8, 10.
- Сизов А. Н. Капитуляция Италии во Второй мировой войне. // Военно-исторический журнал. — 2014. — № 1.

### Англоязычная
- Endru , Stefan Italiam army 1943—1945 , ospray military , London 2000
- Marks, Leo (1998). Between Silk and Cyanide. London: HarperCollins. chapter 47. ISBN 0-00-255944-7.
- Robert Wallace & the editors of Time-Life Books, The Italian Campaign, Time-Life Books Inc, 1978.

### Италоязычная
- Aga Rossi, Elena Una nazione allo sbando. Bologna, 1993.
- Bianchi, Gianfranco. 25 luglio, crollo di un regime. Milan, 1963.
- Marchesi, Luigi. Come siamo arrivati a Brindisi. Milan, 1969.